# دونكان غاي
دونكان غاي (بالإنجليزية: Duncan Gay)‏ هو سياسي أسترالي، ولد في 2 مايو 1950 في أستراليا. حزبياً، نشط في الحزب الوطني الأسترالي. وقد انتخب عضو المجلس التشريعي نيو ساوث ويلز (19 مارس 1988 – 31 يوليو 2017).

## وصلات خارجية
- الموقع الرسمي